# Südkoreanische Unihockeynationalmannschaft der Frauen
Die südkoreanische Unihockeynationalmannschaft der Frauen repräsentiert Südkorea bei Länderspielen und internationalen Turnieren in der Sportart Unihockey. Bei der ersten und einzigen Teilnahme an einer Weltmeisterschaft endeten sie auf dem 16. Rang.

## Platzierungen

### Weltmeisterschaften
| WM   | Austragungsort(e)           | Platz              |
| ---- | --------------------------- | ------------------ |
| 1997 | Mariehamn und Godby         | –                  |
| 1999 | Borlänge                    | –                  |
| 2001 | Riga                        | –                  |
| 2003 | Bern, Gümligen und Wünnewil | –                  |
| 2005 | Singapur                    | –                  |
| 2007 | Frederikshavn               | –                  |
| 2009 | Västerås                    | –                  |
| 2011 | St. Gallen                  | –                  |
| 2013 | Brünn, Ostrava              | 16. Rang           |
| 2015 | Tampere                     | nicht qualifiziert |
| 2017 | Bratislava                  | nicht qualifiziert |

## Trainer
- 2013-jetzt Se Woong Kim